# Kanton Barlin
Barlin is een voormalig kanton van het Franse departement Pas-de-Calais. Het kanton maakte deel uit van het arrondissement Béthune. Het werd opgeheven bij decreet van 24 februari 2014 met uitwerking in 2015 en volledig opgenomen in het kanton Nœux-les-Mines

## Gemeenten
Het kanton Barlin omvatte de volgende gemeenten:
- Barlin (hoofdplaats)
- Drouvin-le-Marais
- Gosnay
- Haillicourt
- Hesdigneul-lès-Béthune
- Houchin
- Ruitz
- Vaudricourt